# Przedstawiciele dyplomatyczni Polski w Austrii
W XVI i XVII wieku Austria, jako mocarstwo katolickie była często przychylnie odbierana w Polsce, choć niechętnie widziano Habsburskie elekcje. W XVIII wieku widziano w niej przeciwwagę dla Prus.

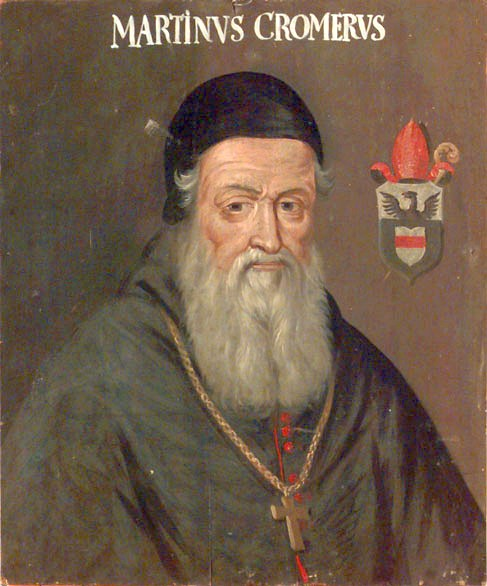
Marcin Kromer, Wiedeń 1558-1564
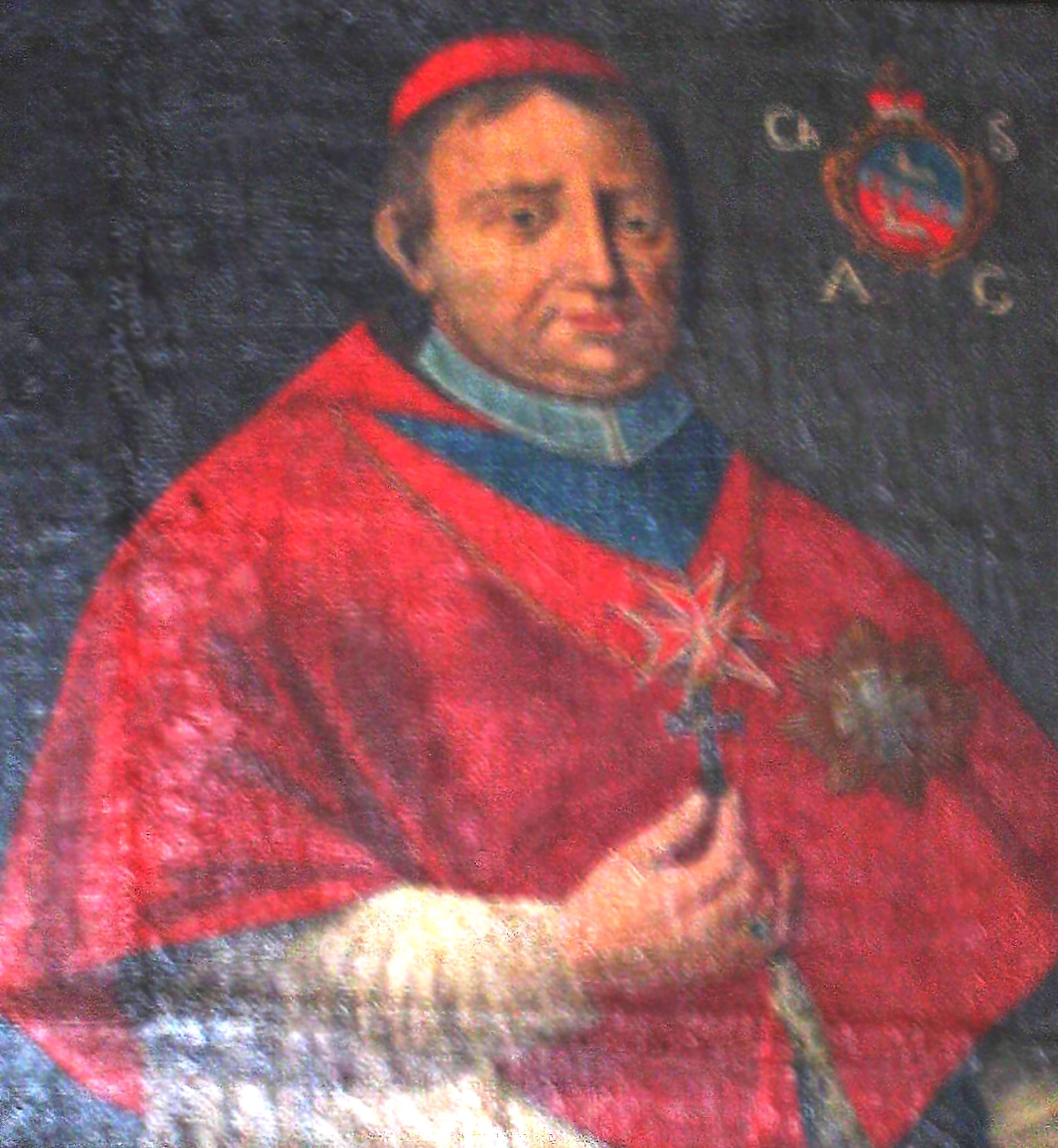
Krzysztof Antoni Szembek, Wiedeń 1713–1714
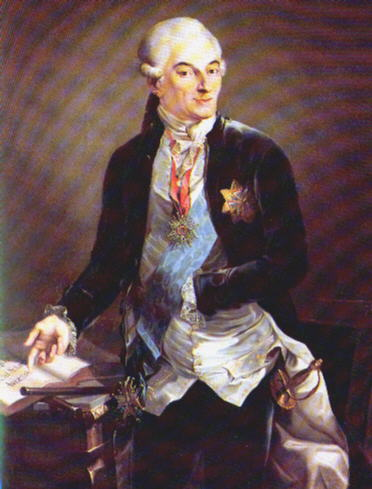
Antoni Barnaba Jabłonowski, 1772

## Polscy ambasadorowie w Austrii

### XV wiek
- 1473–1474 – Paweł Jasieński
- 1486 – Mikołaj Firlej (hetman wielki koronny)

### XVI wiek
- 1550 – Stanisław Hozjusz
- 1558–1564 – Marcin Kromer
- 1589 – Jerzy Radziwiłł (kardynał)

### XVIII wiek
- 1708 – Franciszek Wielopolski (wysłannik króla Stanisława)
- 1711 – Józef Kos
- 1713–1714 – Krzysztof Antoni Szembek
- 1727 – Jan Jerzy Przebendowski
- 1765–1773 – Andrzej Poniatowski (nieformalnie)
- 1772 – Antoni Barnaba Jabłonowski (poseł Generalności konfederacji barskiej)
- 1772–? – Andrzej Ignacy Ogiński (wysłał go Stanisław August z prośbą o poparcie dyplomatyczne Austrii)

### XX wiek
- czerwiec 1918 – 1 listopada 1918 – Stefan Przezdziecki (przedstawiciel Rady Regencyjnej Królestwa Polskiego)
- 1 listopada 1918 – 1 grudnia 1918 – Ernest Habicht (delegat rządu)
- 1 stycznia 1919 – 31 marca 1919 – Kazimierz Gałecki (delegat rządu)
- 1 maja 1919 – 31 października 1921 – Marceli Szarota (chargé d’affaires)
- 18 września 1921 – 1 grudnia 1924 – Zygmunt Lasocki (poseł)
- 1 grudnia 1924 – 30 września 1926 – Józef Wierusz-Kowalski (poseł)
- 1 października 1926 – 21 maja 1931 – Karol Bader (poseł)
- 22 maja 1931 – 31 grudnia 1932 – Juliusz Łukasiewicz (poseł)
- 16 marca 1933 – 10 czerwca 1933 – Michał Mościcki (chargé d’affaires)
- 1 października 1933 – 25 października 1934 – Jan Gawroński (chargé d’affaires)
- 25 października 1934 – 24 marca 1938 – Jan Gawroński (poseł)

24 marca 1938 – przekształcenie placówki w konsulat generalny w związku z przyłączeniem Austrii do III Rzeszy. Rok później likwidacja w związku z wybuchem wojny.
- maj 1945 – 13 maja 1946 – Leszek Krzemień (przedst. pol.)
- 13 maja 1945 – 22 kwietnia 1948 – Feliks Mantel (przedst. pol.)
- 22 kwietnia – 24 września 1948 – Stefan Tykociński (chargé d’affaires a.i.)
- 24 września 1948 – sierpień 1950 – Stefan Kurowski (przedst. pol.)
- sierpień 1950 – 24 lutego 1955 – Benedykt Askanas (chargé d’affaires)
- 24 lutego 1955 – październik 1957 – Antoni Bida (poseł)
- październik 1957 – 4 stycznia 1959 – Idalia Juryś(inne języki) (chargé d’affaires)
- 4 stycznia 1959 – 10 września 1964 – Karol Kuryluk
- 10 września 1964 – 4 grudnia 1969 – Jerzy Roszak
- 20 października – 20 listopada 1969 – Mieczysław Cielecki (chargé d’affaires a.i.)
- 4 grudnia 1969 – 24 maja 1973 – Lesław Wojtyga
- 24 maja 1973 – 6 października 1978 – Ryszard Karski
- 6 października 1978 – 11 czerwca 1980 – Andrzej Jedynak
- 11 czerwca 1980 – 12 kwietnia 1983 – Franciszek Adamkiewicz
- 12 kwietnia 1983 – 19 września 1988 – Marian Krzak
- kwiecień – październik 1988 – Mirosław Wojtkowski (chargé d’affaires a.i.)
- 29 października 1988 – 20 września 1990 – Stanisław Bejger
- maj – wrzesień 1990 – Mirosław Wojtkowski (chargé d’affaires a.i.)
- 20 września 1990 – 1 września 1995 – Władysław Bartoszewski
- 1 września 1995 – 3 maja 2000 – Jan Barcz

### XXI wiek
- 3 maja 2000 – 26 maja 2004 – Irena Lipowicz
- 26 maja 2004 – 30 kwietnia 2007 – Marek Jędrys
- 30 kwietnia 2007 – 3 czerwca 2008 – Adam Hałaciński (chargé d’affaires)
- 3 czerwca 2008 – 3 czerwca 2013 – Jerzy Margański
- 18 czerwca 2013 – 30 czerwca 2017 – Artur Lorkowski
- 5 grudnia 2017 – 30 września 2022 – Jolanta Róża Kozłowska
- 1 października 2022 – 10 kwietnia 2023 – Alicja Guszkowska
- 11 kwietnia 2023 – październik 2024 – Janusz Styczek
- od października 2024 – Zenon Kosiniak-Kamysz